# Tephritis arizonaensis
Tephritis arizonaensis är en tvåvingeart som beskrevs av Quisenberry 1951. Tephritis arizonaensis ingår i släktet Tephritis och familjen borrflugor. Inga underarter finns listade i Catalogue of Life.